# Cadenas de amargura
Cadenas de amargura (Lanac gorčine) je meksička telenovela producenta Carlosa Sotomayora iz 1991. godine. Glavne uloge su igrali Daniela Castro, Raúl Araiza, Diana Bracho i Delia Casanova. 
Jedna je od najpamćenijih i najpopularnijih meksičkih telenovela koja je rušila rekorde gledanosti za vrijeme emitiranja.

## Zanimljivosti
Obradom ove telenovele je nastala telenovela U ime ljubavi. Glavna razlika između stare i nove serije jest u broju epizoda; Cadenas de amargura je imala 80 epizoda, dok U ime ljubavi ima 171 epizodu.

## Uloge
- Daniela Castro - Cecilia Vizcaíno Lara
- Raúl Araiza -  Gerardo Garza Osuna
- Diana Bracho - Evangelina Vizcaíno Lara
- Delia Casanova - Natalia Vizcaíno Lara
- Cynthia Klitbo - Sofía Gastelum Fernández
- Tina Romero - Martha Fernández ex de Gastelum
- Hilda Aguirre - Elena Osuna de Garza
- Fernando Lujan - Padre Julio
- Raymundo Capetillo - Renato Garza
- Alexis Ayala - Víctor Medina
- Aurora Molina - Jovita
- Raúl Magaña - Joaquín de la Peña
- Gilberto Román - Manuel Alejo
- Marcela Páez - Sor Angélica
- Raquel Pankowsky - Inés
- Tiaré Scanda - Liliana
- Jorge Salinas - Roberto Herrera
- Juan Carlos Colombo - Armando Gastelum
- Cecilia Romo - Madre Superiora
- Ivette Proal - Elsa Robles de Vizcaíno
- Roberto Montiel - Felipe
- Luis Cardenas - Santiago de la Peña
- Susana Zabaleta
- Karen Beatriz - Cecilia Vizcaíno (niña)
- Priscila Reyes - Sofía Gastelum (niña)

## Vanjske poveznice
- IMDB
- Cadenas de amargura en alma-latina.net